# Batha
Batha er en af de 23 regioner i Tchad, med placering centralt i landet. Regionens hovedby er Ati. Regionen består af det som tidligere var præfekturet Batha.

## Inddeling
Batha-regionen er inddelt i tre departementer:
| Departement | Hovedby    | Underpræfekturer                                  |
| ----------- | ---------- | ------------------------------------------------- |
| Batha Est   | Oum Hadjer | Am Sack, Assinet, Haraze Djombo Kibit, Oum Hadjer |
| Batha Ouest | Ati        | Ati, Djedaa, Koundjourou                          |
| Fitri       | Yao        | Am Djamena, Yao                                   |

## Demografi
Regionen havde en befolkning på 288.074 indbyggere i 1993, hvoraf 244.010 var fastboende (ruralt 207.997, urbant 36.017) og 44.064 nomader. De vigtigste etnisk-sproglige grupper er arabere (33,62 %), bilalaer (18,11 %), kukaer (15,71 %), masaliter (5,73 %) og mesmédjéer (5,61 %).